# 1QIsab

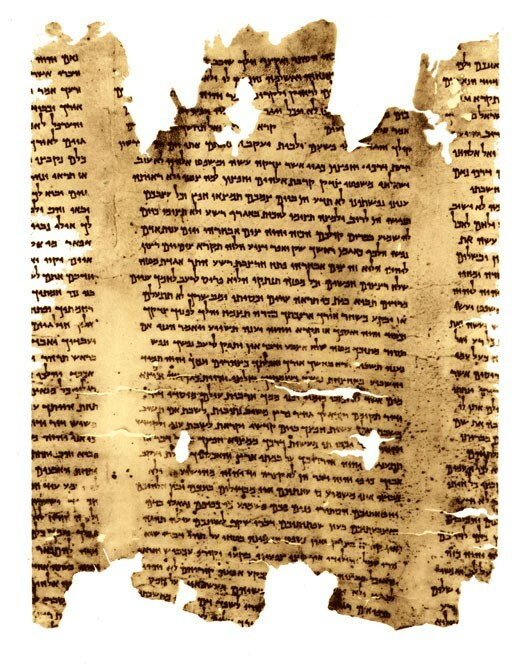
Fragmentos del rollo 1QIsa^{b} que contiene Is 57,17 - 59,9

El 1QIsab (según el nuevo sistema de siglas 1Q8) es uno de los siete Rollos del Mar Muerto encontrados en Qumrán en el año 1947. Los siete rollos estaban en una jarra.

## Historia del Rollo
El rollo fue encontrado con el Gran Rollo de Isaías 1QIsaa, que también contiene casi completamente el Libro de Isaías. Sin embargo, la historia de los rollos es distinta. El códice 1QIsab fue designado con el rollo de acción de gracias 1QH, el códice municipal como 1QS y la Regla de la Guerra designado como 1QM fue adquirido por medio de los beduinos por el profesor Eleazar Sukenik y el profesor Benjamin Mazar,  arqueólogo israelí de la Universidad Hebrea.